# لارس ليسي
لارس ليسي (ولد في 18 أغسطس 1969) لاعب كرة قدم ألماني محترف سابق، لعب في حراسة المرمى. وهو يدير حالياً فريق نادي DSK Köln.